# The Pencil of Nature
The Pencil of Nature (Le Crayon de la nature) de William Henry Fox Talbot, est un livre de photographies inachevé publié en six tranches entre juin 1844 et avril 1846, et le « premier livre illustré photographiquement à être publié dans le commerce » ou « le premier livre publié dans le commerce illustré de photographies ».
Les photographies et les textes proposaient, avec une prescience remarquable, un large éventail d’applications pour ce nouveau support, notamment la reproduction d'estampes et de manuscrits rares, un buste traité en portrait vu sous deux angles, des représentations d'architecture, des scènes de genre, des spécimens botaniques et d'autres représentations artistiques ou artisanales.

## Description
L'ouvrage utilise la technique du calotype développée par William Henry Fox Talbot, et est considéré pour cela comme une œuvre importante dans l'histoire de la photographie. Écrit par Talbot et publié par Longman, Brown, Green & Longmans à Londres, le livre détaille le développement du procédé du calotype par Talbot et comprend vingt-quatre calotypes, chacun collé à la main, illustrant certaines des applications possibles de cette nouvelle technique. Les vingt-quatre planches ont été soigneusement sélectionnées pour illustrer le grand nombre d'applications potentielles de la photographie. Elles comprennent une variété d'études architecturales, de scènes, de natures mortes et de gros plans, ainsi que des fac-similés de tirages, de croquis et de textes. En raison des longs temps d'exposition, Talbot n'a toutefois inséré qu'une seule représentation humaine, dans la composition intitulée The Ladder (planche XIV). Talbot a également cherché à démontrer le potentiel de la photographie en tant que nouveau médium artistique avec des images comme The Open Door (La porte ouverte) (Planche VI). 

À l'époque où l'ouvrage a été publié, la photographie était encore un concept peu familier pour la plupart des gens - le magazine Athenaeum a qualifié l'œuvre de Talbot de « merveilleuse illustration de la nécromancie moderne » - et le livre a été la première occasion pour le grand public de voir à quoi ressemblaient des photographies. Comme de nombreuses personnes ne connaissaient pas encore ce concept, Talbot s'est senti obligé d'insérer la notice suivante dans son livre : 
« The plates of the present work are impressed by the agency of Light alone, without any aid whatever from the artist's pencil. They are the sun-pictures themselves, and not, as some persons have imagined, engravings in imitation. »
« Les planches de ce présent travail sont obtenues par la seule action de la lumière, sans aucune aide du crayon de l'artiste et ne sont pas, comme certains l'ont imaginé, des gravures qui en seraient l'imitation. »
Talbot précise en outre que « les planches sont exécutées avec le plus grand soin, uniquement par des processus optiques et chimiques. »
La page de couverture de The Pencil of Nature est contrastée, ce qui est caractéristique de l'époque victorienne, avec des styles inspirés d'éléments baroques, celtiques et médiévaux. Son design symétrique, ses lettres et ses pages tapis complexes évoquent le Livre de Kells. The Pencil of Nature a été publié et vendu section par section, sans aucune obligation (comme dans de nombreux livres de l'époque, les acheteurs étaient censés le relier une fois que tous les fascicules avaient été publiés). Talbot avait prévu un grand nombre de fascicules. Cependant, le livre n'eut pas de succès commercial et il a été contraint de mettre fin au projet après n'avoir publié que six fascicules.
Quelque quarante exemplaires complets ou pratiquement complets nous sont parvenus. Le Metropolitan Museum of Art présente l'ouvrage comme « l'étape la plus importante dans l'art du livre depuis l'invention du caractère mobile par Gutenberg ».

## L'œuvre
L'ouvrage comporte une introduction décrivant l'histoire et les principes chimiques de l'invention de Talbot.
Bien qu'il ne soit pas un artiste, Talbot tente également d'illustrer comment la photographie pourrait devenir une nouvelle forme d'art avec des images telles que The Open Door (Planche VI).
La liste complète des planches publiées est la suivante :
- Part 1
  - I. Part of Queen's College, Oxford

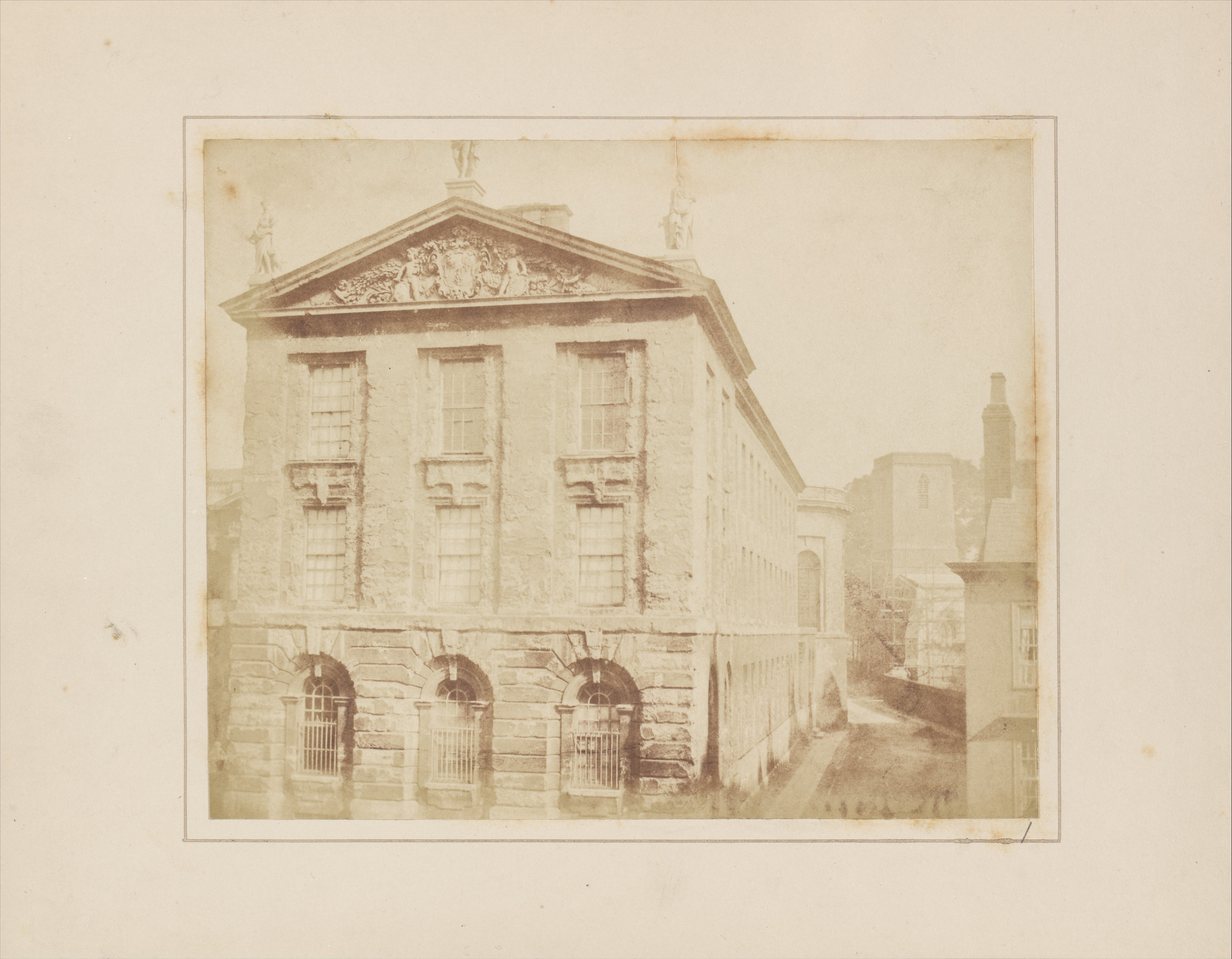
Part of Queen's College (planche I).

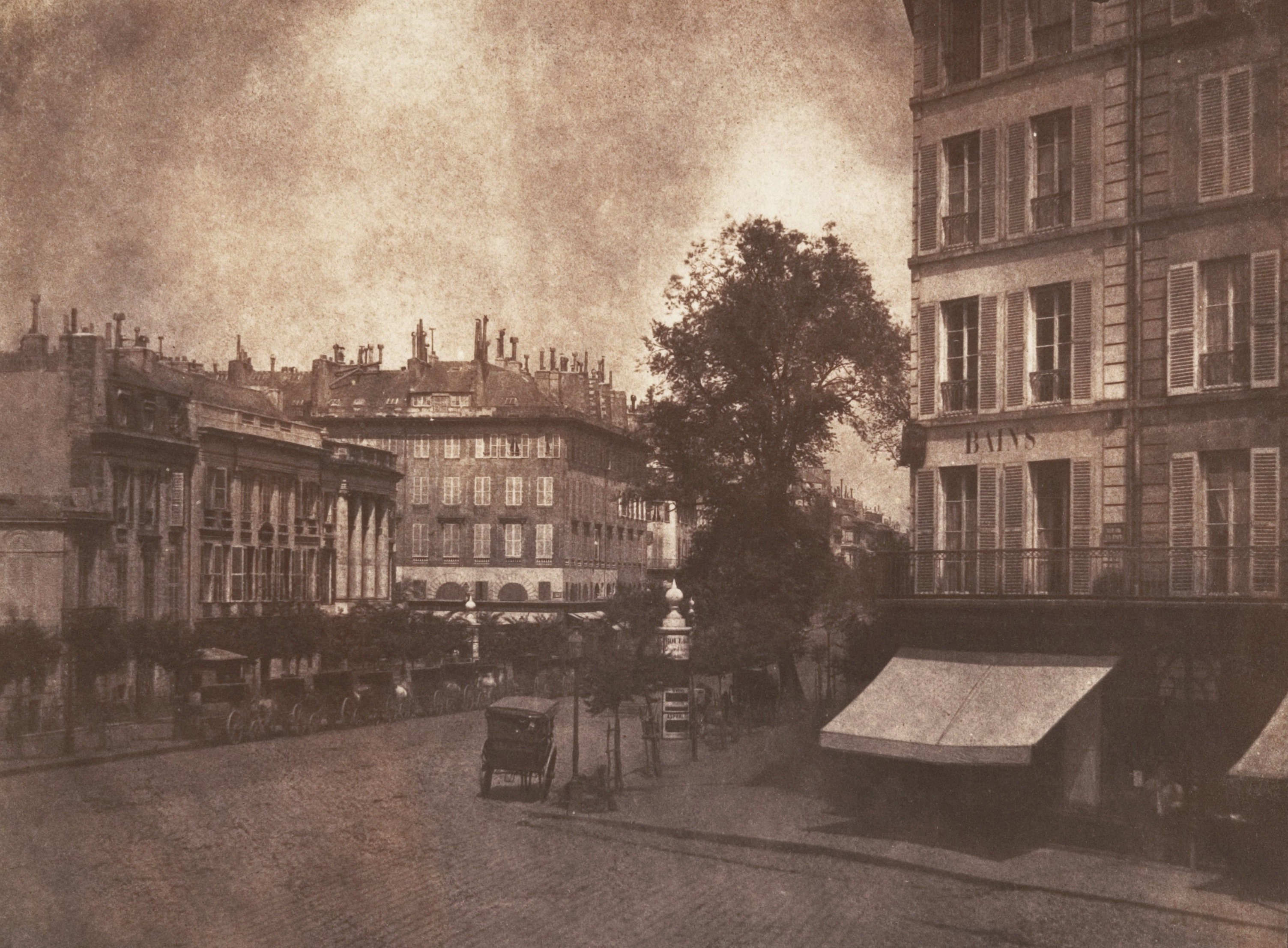
View of the Boulevards at Paris (planche II).

  - II. View of the Boulevards at Paris
  - III. Articles of China
  - IV. Articles of Glass
  - V. Bust of Patroclus (vu de face)
- Part 2
  - VI. The Open Door
  - VII. Leaf of a Plant
  - VIII. A Scene in a Library
  - IX. Fac-simile of an Old Printed Page
  - X. The Haystack (la meule de foin)
  - XI. Copy of a Lithographic Print
  - XII. The Bridge of Orléans
- Part 3
  - XIII. Queen's College, Oxford: Entrance Gateway
  - XIV. The Ladder
  - XV. Lacock Abbey in Wiltshire
- Part 4
  - XVI. Cloisters of Lacock Abbey
  - XVII. Bust of Patroclus (vu de profil)
  - XVIII. Gate of Christchurch
- Part 5
  - XIX. The Tower of Lacock Abbey
  - XX. Lace
  - XXI. The Martyrs' Monument
- Part 6
  - XXII. Westminster Abbey
  - XXIII. Hagar in the Desert
  - XXIV. A Fruit Piece

### The Open Door

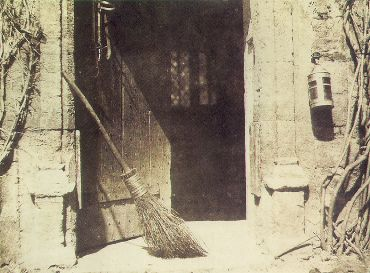
The Open Door (La porte ouverte, planche VI).

La planche The Open Door est l'une des photographies de l'ouvrage parmi les plus connues. C'est l'un des premiers exemples de photographie travaillée avec la même sensibilité qu'un peintre apporterait au cadrage et à l'agencement du sujet. L'image a connu plusieurs itérations avant que Talbot ne sélectionne celle qu'il publiera, après avoir testé différents niveaux de lumière, de placement d’objets et utilisé des détergents chimiques pour modifier la disposition et le ton.

## Autres planches

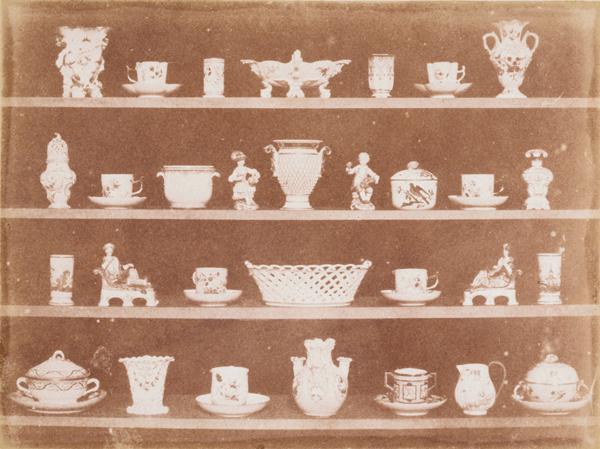
Articles of China (planche III).
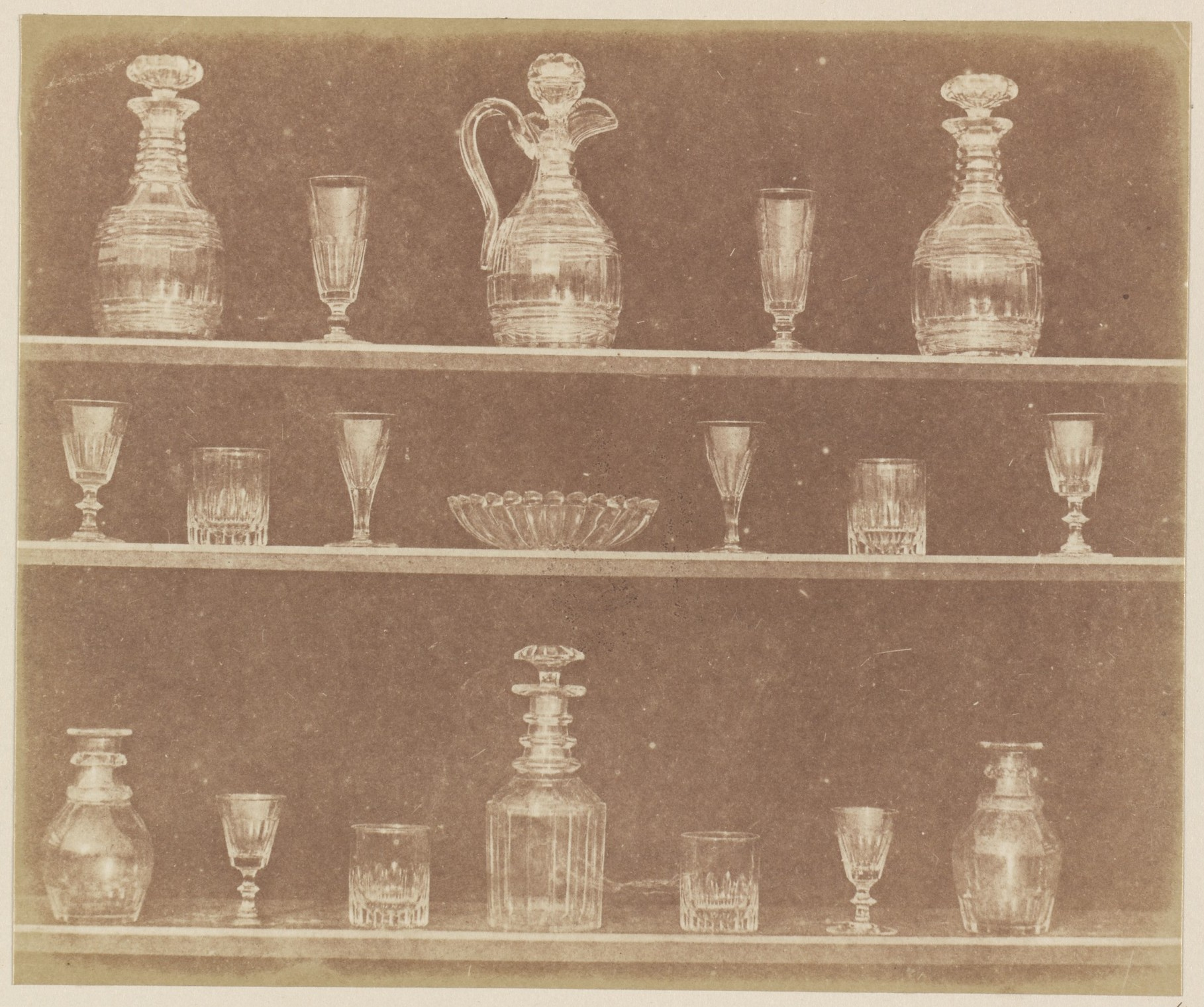
Articles of Glass (planche IV).
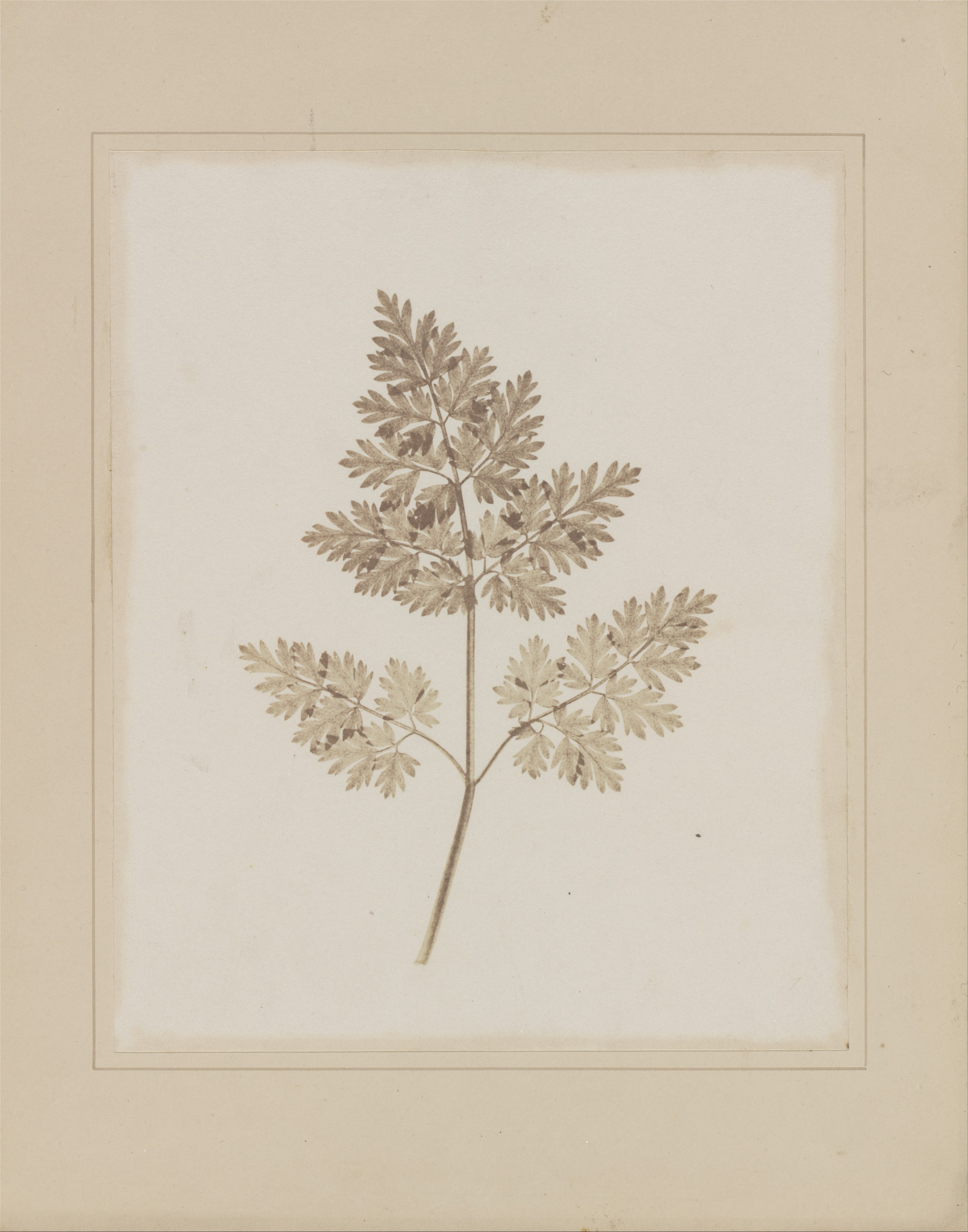
Leaf of Plant (planche VII).
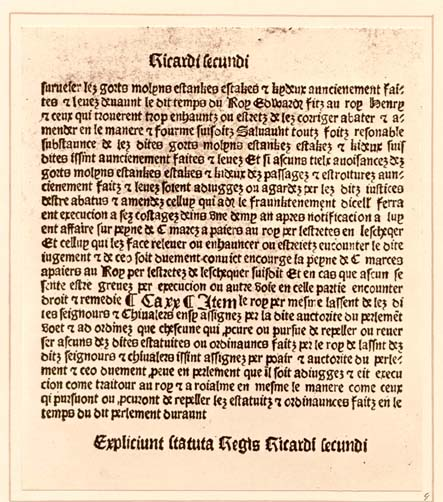
Fac-simile of an Old Printed Page (planche IX).
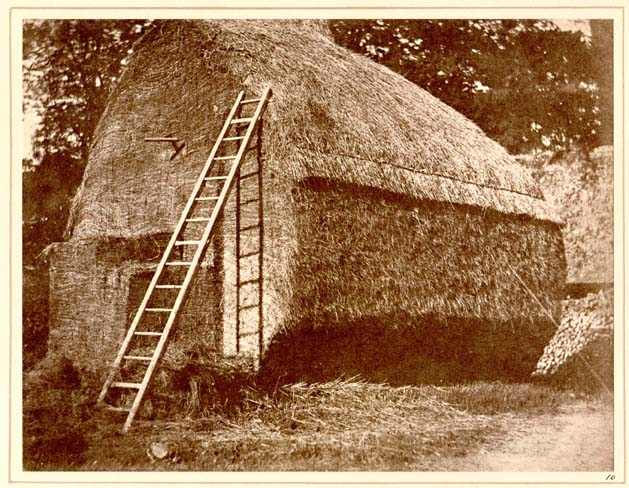
The Haystack (La Meule, planche X).
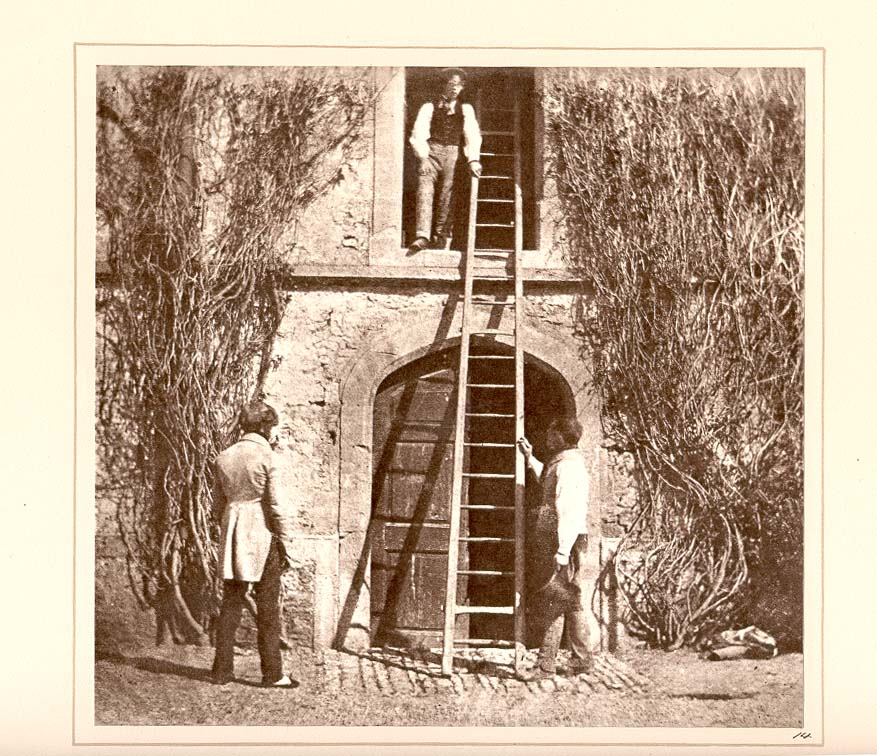
The Ladder (L'Échelle, planche XIV).
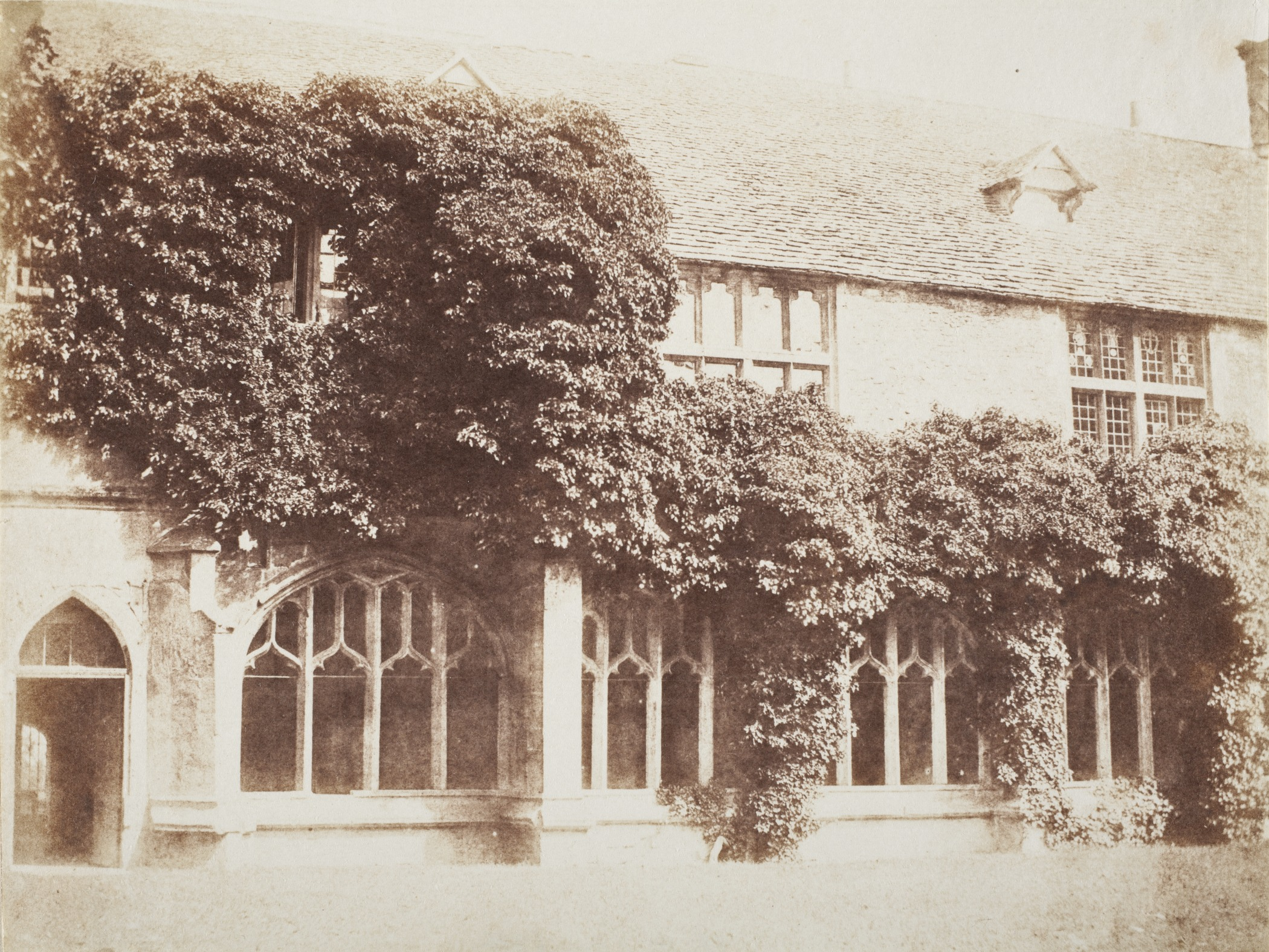
Cloisters of Lacock Abbey (planche XIX).
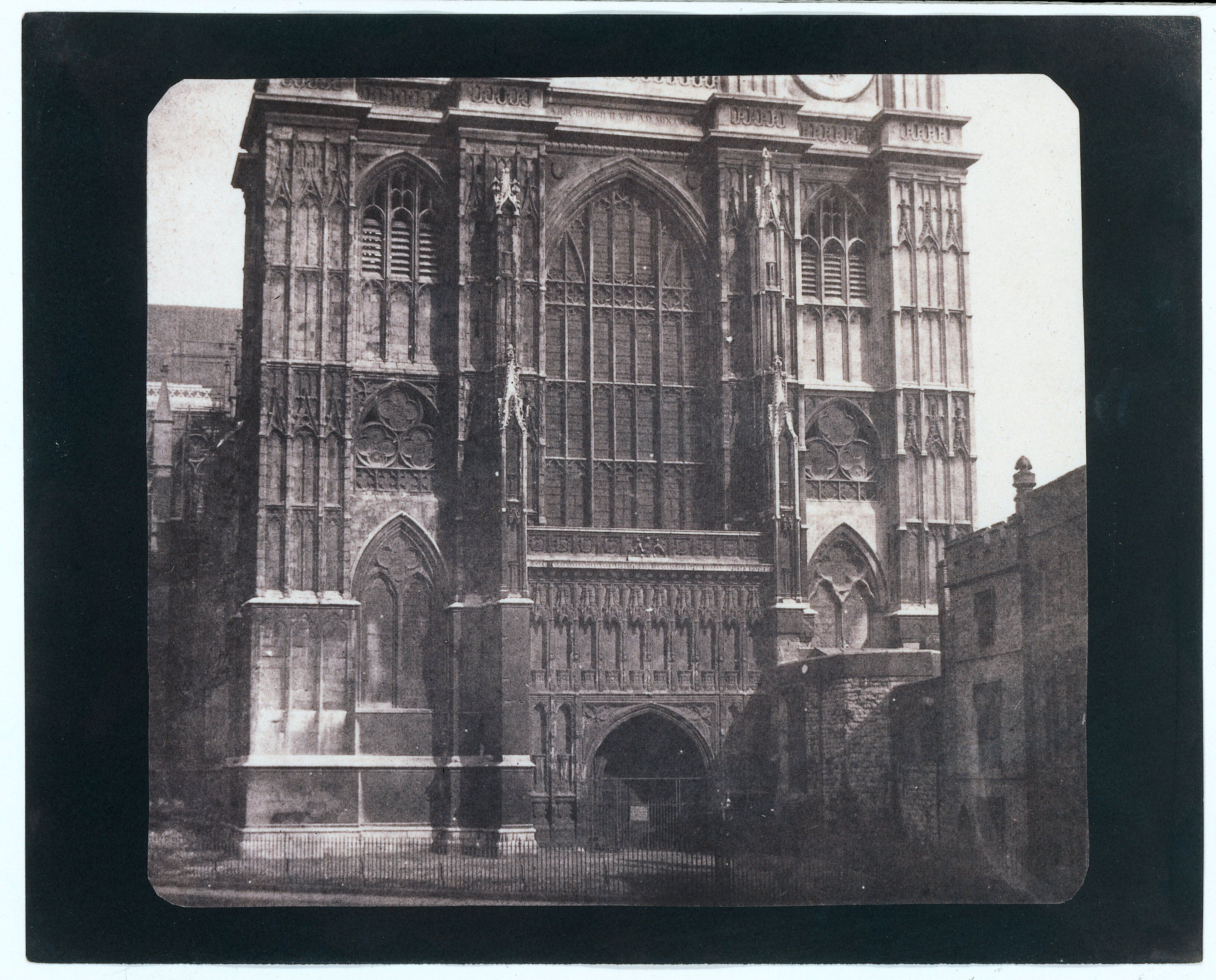
Westminster Abbey (planche XXII).
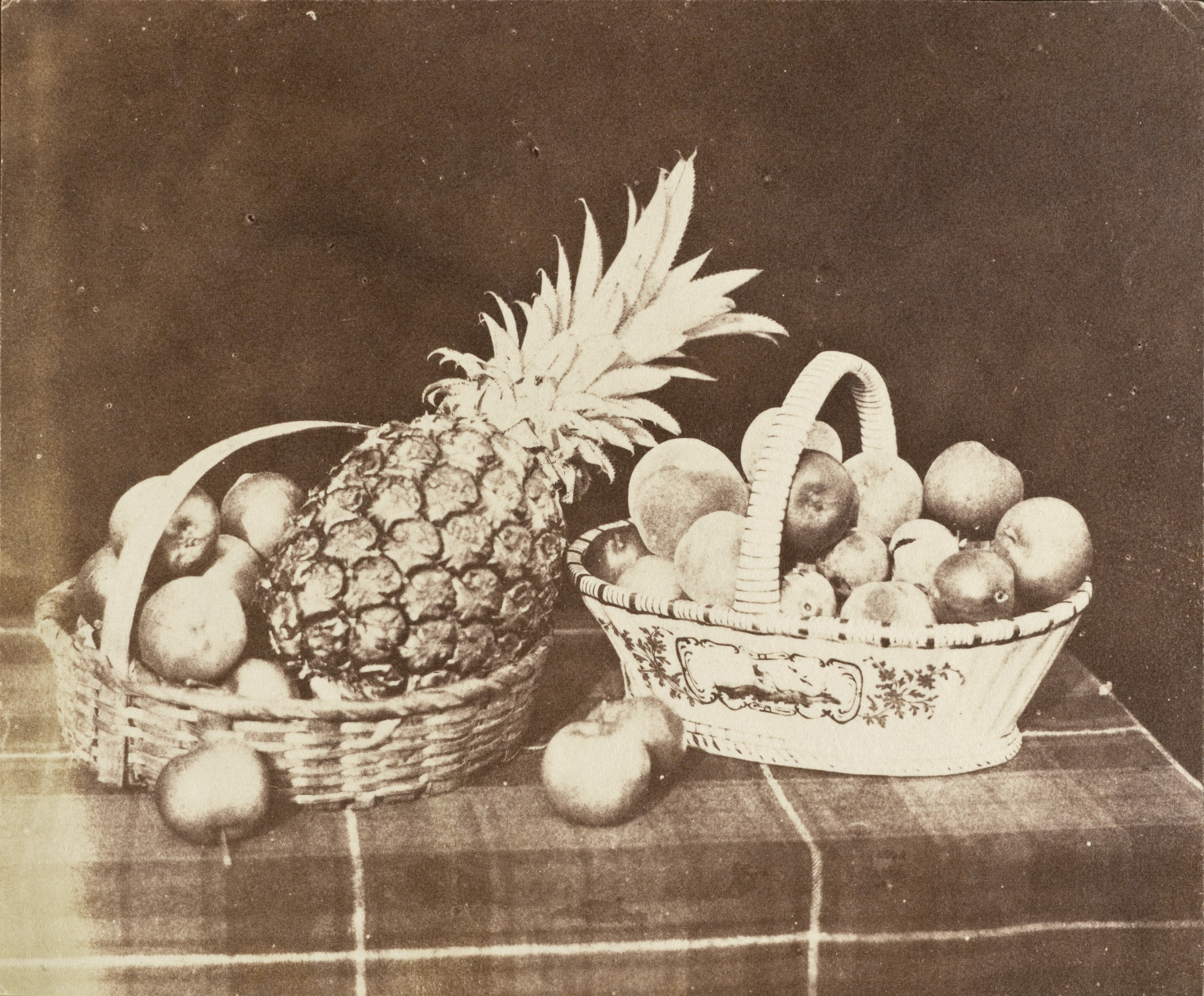
A Fruit Piece (planche XXIV).